# ヴァイトハウゼン・バイ・コーブルク
ヴァイトハウゼン・バイ・コーブルク (ドイツ語: Weidhausen bei Coburg、公式表記はWeidhausen b.Coburg) は、ドイツバイエルン州オーバーフランケン行政管区コーブルク郡南東部に位置する町村（以下、本項では便宜上「町」と記述する）。

## 地理

### 自治体の構成
この町は、公式には4つの集落からなる。
- ノイエ・ヴェルト
- ノイエンゾルク
- トリューベンバッハ
- ヴァイトハウゼン・バイ・コーブルク

## 歴史と紋章
初めて史料に登場するのは、ノイエンゾルクが1195年、トリューベンバッハが1289年、ヴァイトハウゼンが1225年である。
ヴァイトハウゼンは、初めゾンネフェルトの修道院領であり、後にコーブルク公国となり、1920年にバイエルン州に編入された。

### 紋章
図柄
銀色の波立つ中帯で青と赤に二分される。上部には開いた金の翼、下部には十字に組み合わされた銀の斧と銀の鍬が描かれている。
解説
ヴァイトハウゼンに興った騎士の一門に1651年のゲオルク・フォン・エルファがいた。この一族は開いた翼を家門としており、これが現在の町の紋章に引き継がれている。
トリューベンバッハ地区は、名前の一部「−バッハ」（Bach、「小川」の意）を波立った中帯で表している。
ノイエンゾルク地区は、その住民が長年林業に従事してきた地であり、日常用いていた木挽き道具、斧と鍬、をその象徴としている。
金色と青色はエルファ男爵の色を暗示し、銀色と赤色はこの地域全域がバンベルク領であったことを思い起こさせる。

## 行政

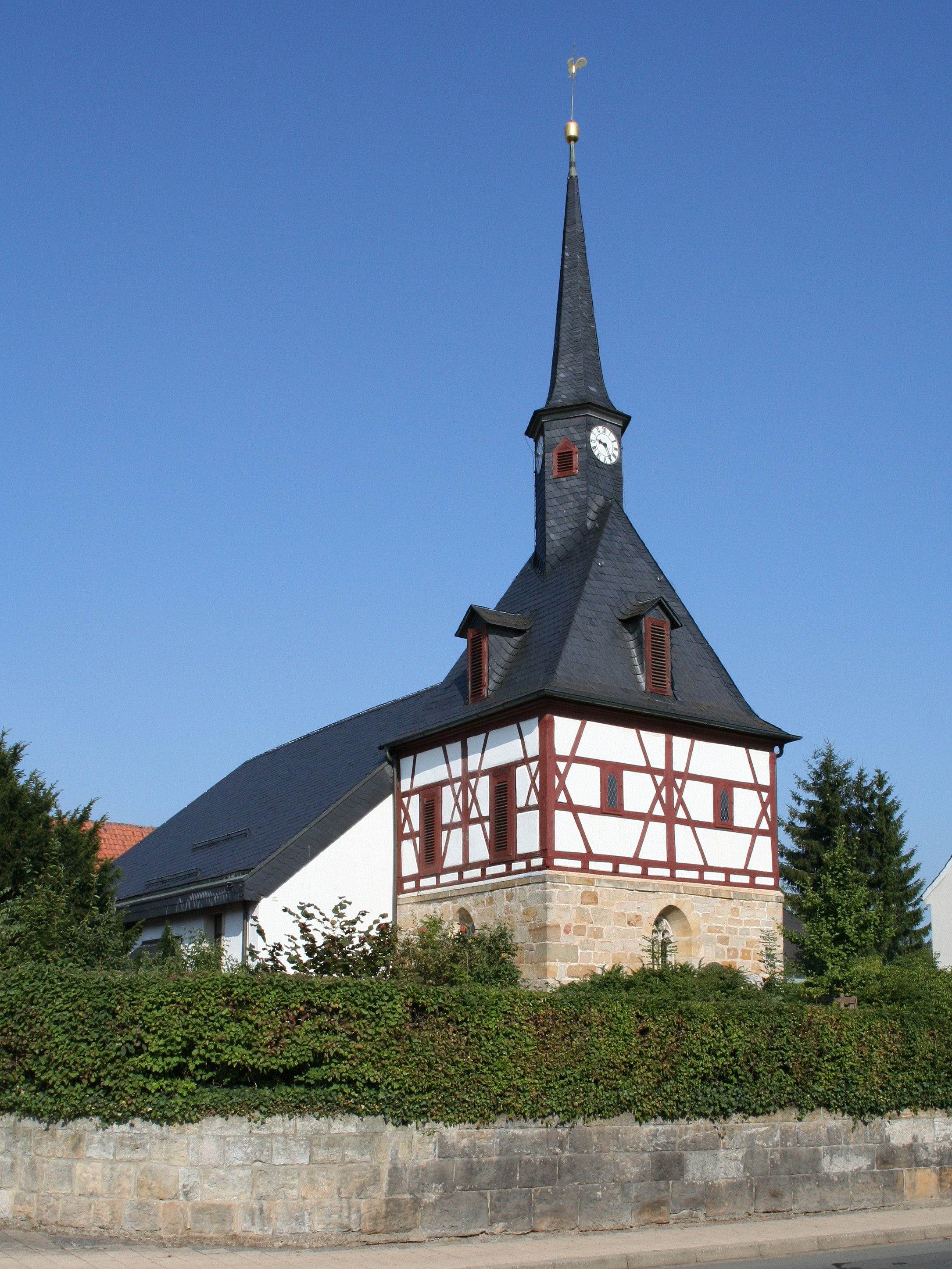
ヴァイトハウゼンの福音派教会

### 議会
ヴァイトハウゼン・バイ・コーブルクの議会は16議席。

### 友好都市
- フランクフォート（イリノイ州、USA）

## 経済と社会基盤

### 地元企業
- ARCO Polstermöbel
- Ponsel Polstermöbel
- Braunes Ross
- FM Polstermöbel
- Verpa

## 引用
1. ↑  https://www.statistikdaten.bayern.de/genesis/online?operation=result&code=12411-003r&leerzeilen=false&language=de Genesis-Online-Datenbank des Bayerischen Landesamtes für Statistik Tabelle 12411-003r Fortschreibung des Bevölkerungsstandes: Gemeinden, Stichtag (Einwohnerzahlen auf Grundlage des Zensus 2011)
2. ↑  Bayerische Landesbibliothek Online